# 第一玫瑰钻石
第一玫瑰钻石（英語：Premier Rose Diamond）于1977年发现于南非的普雷米尔矿，原石重353.9ct，共切磨为3颗钻石，分别是大玫瑰（137.02ct d色 无瑕级 梨形）和小玫瑰（31.48ct d色 无瑕级 梨形）等。